# ADAM (タンパク質)

ADAMメタロプロテアーゼによるエクトドメインシェディングの模式図

ADAM（a disintegrin and metalloproteinase）は、1回膜貫通型もしくは分泌型メタロエンドペプチダーゼのファミリーである。ADAMタンパク質は全て、プロドメイン、メタロプロテアーゼドメイン、ディスインテグリンドメイン、システインリッチドメイン、EGF様ドメイン、膜貫通ドメイン、C末端細胞質テール、というドメイン構成によって特徴づけられる。しかしながら、全てのADAMが機能的なプロテアーゼドメインを持っているわけではなく、それらの生物学的機能は主にタンパク質間相互作用に依存していることが示唆される。活性型プロテアーゼドメインを持つADAMは膜貫通タンパク質の細胞外部分を切除（シェディング）するため、シェダーゼに分類される。一例として、ADAM10はHER2受容体の一部を切除することでHER2を活性化する。ADAMタンパク質をコードする遺伝子は動物、襟鞭毛虫、菌類、そして一部の緑藻に存在する。緑藻の大部分と陸上植物はADAMタンパク質を喪失していると考えられる。
ADAMはEC分類ではEC 3.4.24.46、MEROPSではペプチダーゼファミリーM12Bに分類される。このファミリーは歴史的にはAdamalysinやMDC（metalloproteinase-like, disintegrin-like, cysteine rich）ファミリーといった名称が用いられてきた。

## ADAMファミリーのメンバー
| タンパク質 | 説明 |
| ---------- | --- |
| ADAM1      | ADAM1（fertilin α）は、fertilinと呼ばれる精子の膜内在性ヘテロ二量体型糖タンパク質のサブユニットの1つであり、精子-卵相互作用に重要な役割を果たす。 |
| ADAM2      | ADAM2（fertilin β）は、fertilinと呼ばれる精子の膜内在性ヘテロ二量体型糖タンパク質のサブユニットの1つであり、精子-卵相互作用に重要な役割を果たす。 |
| ADAM7      | ADAM7は哺乳類の精子細胞の成熟に重要な膜貫通タンパク質である。EAPI、GP83などとも呼ばれる。 |
| ADAM8      | ADAM8は神経変性時の細胞接着に関与している可能性がある。 |
| ADAM9      | ADAM9はSH3ドメイン含有タンパク質との相互作用、MAD2L2への結合、膜固定型HB-EGFに対するTPA誘導性のエクトドメインシェディングに関与している。 |
| ADAM10     | ADAM10（EC 3.4.24.81）はシェダーゼであり、幅広い基質特異性でペプチド加水分解反応を触媒する。 |
| ADAM11     | ADAM11はtumor deletion mappingによって明らかにされた、ヒトの乳がんにおけるがん抑制遺伝子領域である染色体17q21に位置するため、がん抑制遺伝子候補となっている。                                                                                                 |
| ADAM12     | ADAM12はIGFBP3に結合するメタロプロテアーゼであり、妊娠初期におけるダウン症候群の母体血清マーカーとして有用なようである。 |
| ADAM15     | ADAM15はディスインテグリン様ドメインを介してインテグリンβ3と特異的に相互作用する。また、リン酸化依存的にSrcファミリーのチロシンキナーゼとも相互作用するため、細胞間接着や細胞シグナル伝達に機能している可能性が示唆される。                                   |
| ADAM17     | ADAM17は細胞表面とトランスゴルジ網におけるTNF-αのプロセシングに関与することが知られている。ADAM17は細胞接着分子であるL-セレクチンのシェディングにも関与している。                                                                                             |
| ADAM18     | ADAM18は精子の表面タンパク質である。ADAM27と同義。 |
| ADAM19     | ADAM19はI型膜貫通タンパク質であり、樹状細胞の分化のマーカーとなる。活性型メタロプロテアーゼであることが示されており、細胞遊走、細胞接着、細胞-細胞間・細胞-マトリックス間の相互作用、シグナル伝達などの正常な生理的過程・疾患過程に関与している可能性がある。 |
| ADAM20     | 精巣にのみ発現している。 |
| ADAM21     | ADAM31と同義 |
| ADAM22     | ADAM22は脳内で高度に発現しており、脳内におけるインテグリンのリガンドとして機能している可能性がある。 |
| ADAM23     | ADAM23は脳内で高度に発現しており、脳内におけるインテグリンのリガンドとして機能している可能性がある。 |
| ADAM28     | ADAM28はリンパ球で発現している。 |
| ADAM29     | |
| ADAM30     | |
| ADAM33     | ADAM33は気管支喘息や気道過敏性への関与が示唆されているI型膜貫通タンパク質である。 |

## 医療との関係
ADAM阻害剤は抗がん治療の効果を増強する可能性がある。